# Hwang In-hyeok
Hwang In-hyeok (* 20. Januar 1988) ist ein ehemaliger südkoreanischer Bahn- und Straßenradrennfahrer.
Hwang gewann 2006 bei den Asienmeisterschaften die Silbermedaille in der Einerverfolgung, später bei den Asienspielen in derselben Disziplin die Bronzemedaille. In der Mannschaftsverfolgung gewann er die Goldmedaille. 2007 wurde er Asienmeister in der Einerverfolgung und Dritter in der Mannschaftsverfolgung. Im Jahr 2010 wurde er auch in der Mannschaftsverfolgung Asienmeister. Bei den Asienspielen gewann er ebenfalls die Goldmedaille in der Mannschaftsverfolgung.
Von 2010 bis 2013 fuhr Hwang für das südkoreanische Continental Team Geumsan Ginseng Asia.

## Erfolge
2006
- Asienmeisterschaft – Einerverfolgung
- Asienspiele – Einerverfolgung
- Asienspiele – Mannschaftsverfolgung (mit Jang Sun-jae, Kim Dong-hun und Park Sung-baek)

2007
- Asienmeister – Einerverfolgung
- Asienmeisterschaft – Mannschaftsverfolgung (mit Jang Chan-jae, Jang Sun-jae und Kim Tae-gyun)

2010
- Asienmeister – Mannschaftsverfolgung (mit Cho Ho-sung, Jang Sun-jae und Park Seon-ho)
- Asienspiele – Mannschaftsverfolgung (mit Cho Ho-sung, Jang Sun-jae und Park Seon-ho)

## Teams
- 2010 Geumsan Ginseng Asia
- 2011 Geumsan Ginseng Asia
- 2012 Geumsan Ginseng Cello
- 2013 Geumsan Insam Cello